# Caparaó
Caparaó é um município brasileiro do estado de Minas Gerais, Região Sudeste do país. Localiza-se na Zona da Mata Mineira e sua população recenseada em 2022 era de 5 048 habitantes.

## Topônimo
"Caparaó" é uma referência ao rio Caparaó e à Serra do Caparaó.

## História
Em fins de 1842, chegou até a região do rio Caparaó Antônio Dutra de Carvalho, refugiado político da malograda Revolução de Santa Luzia e que, para fugir das tropas de Caxias, empreendeu uma retirada de Queluz, hoje Conselheiro Lafaiete. Conseguiu trazer todos os seus escravos, familiares, gados e pertences, criando um núcleo de povoamento.
O fator determinante da colonização foi a fertilidade da terra, surgindo grandes fazendas que se dedicavam à cultura cafeeira e, com a descoberta do caolim, mica e feldspato, a povoação teve um grande surto de desenvolvimento. O povoado cresceu, principalmente a partir de 1913, quando a Estrada de Ferro Leopoldina atingiu a localidade com seus trilhos, quando da construção do linha férrea que levaria a Manhuaçu.

## Geografia
De acordo com a divisão regional vigente desde 2017, instituída pelo IBGE, o município pertence às Regiões Geográficas Intermediária de Juiz de Fora e Imediata de Manhuaçu. Até então, com a vigência das divisões em microrregiões e mesorregiões, fazia parte da microrregião de Manhuaçu, que por sua vez estava incluída na mesorregião da Zona da Mata.

### Clima
Segundo dados do Instituto Nacional de Meteorologia (INMET), desde fevereiro de 1973 a menor temperatura registrada em Caparaó ocorreu em 11 de junho de 1985, com mínima de −2,7 °C, enquanto a maior atingiu 36,4 °C em 21 de outubro de 2015. O maior acumulado de precipitação em 24 horas alcançou 167 milímetros (mm) em 25 de janeiro de 2020, superando os 137,2 mm em 14 de novembro de 1981. Outros grandes acumulados iguais ou superiores a 100 mm foram: 123,6 mm em 4 de março de 2018, 121,2 mm em 11 de março de 1992, 115 mm em 19 de fevereiro de 1979, 108 mm em 21 de dezembro de 2022, 103 mm em 31 de dezembro de 1995 e 100,6 mm em 24 de dezembro de 1994.
| Dados climatológicos para Caparaó | Dados climatológicos para Caparaó | Dados climatológicos para Caparaó | Dados climatológicos para Caparaó | Dados climatológicos para Caparaó | Dados climatológicos para Caparaó | Dados climatológicos para Caparaó | Dados climatológicos para Caparaó | Dados climatológicos para Caparaó | Dados climatológicos para Caparaó | Dados climatológicos para Caparaó | Dados climatológicos para Caparaó | Dados climatológicos para Caparaó | Dados climatológicos para Caparaó |
| Mês | Jan                               | Fev                               | Mar                               | Abr                               | Mai                               | Jun                               | Jul                               | Ago                               | Set                               | Out                               | Nov                               | Dez                               | Ano                               |
| --- | --------------------------------- | --------------------------------- | --------------------------------- | --------------------------------- | --------------------------------- | --------------------------------- | --------------------------------- | --------------------------------- | --------------------------------- | --------------------------------- | --------------------------------- | --------------------------------- | --------------------------------- |
| Temperatura máxima recorde (°C) | 35,4                              | 35,3                              | 34,2                              | 32,3                              | 31,6                              | 30,8                              | 30,6                              | 33,2                              | 35,8                              | 36,4                              | 35,4                              | 35                                | 36,4                              |
| Temperatura máxima média (°C) | 28,4                              | 29,2                              | 28,5                              | 27,3                              | 25                                | 24,3                              | 24                                | 25,1                              | 26                                | 26,8                              | 27,2                              | 27,5                              | 26,6                              |
| Temperatura média compensada (°C) | 22                                | 22,4                              | 21,8                              | 20,4                              | 17,5                              | 16,1                              | 15,8                              | 16,8                              | 18,7                              | 20,3                              | 21,2                              | 21,6                              | 19,6                              |
| Temperatura mínima média (°C) | 18                                | 17,7                              | 17,6                              | 15,5                              | 12,4                              | 10,2                              | 10                                | 10,7                              | 13,5                              | 15,8                              | 17,4                              | 17,9                              | 14,7                              |
| Temperatura mínima recorde (°C) | 8,3                               | 9,3                               | 5,5                               | 5,3                               | 1,6                               | −2,7                              | 0,4                               | 1,3                               | 2,1                               | 3,4                               | 5,3                               | 6,6                               | −2,7                              |
| Precipitação (mm) | 223                               | 134,6                             | 179,6                             | 75,7                              | 39,7                              | 13,2                              | 8,4                               | 21,7                              | 40,9                              | 103                               | 209,8                             | 276,2                             | 1 325,8                           |
| Umidade relativa compensada (%) | 78,8                              | 78                                | 80,6                              | 80,8                              | 81,5                              | 81,4                              | 78,9                              | 75,9                              | 74,5                              | 75,9                              | 78,7                              | 79,8                              | 78,7                              |
| Insolação (h) | 170,5                             | 202,8                             | 190,9                             | 195,7                             | 195                               | 196,5                             | 205,9                             | 219,5                             | 189                               | 173,9                             | 154,3                             | 162,1                             | 2 256,1                           |
| Fonte: Instituto Nacional de Meteorologia (INMET) (precipitação: normal climatológica de 1991-2020; temperatura, umidade e horas de sol: normal de 1981-2010; recordes de temperatura: 19/02/1973-presente) |                                   |                                   |                                   |                                   |                                   |                                   |                                   |                                   |                                   |                                   |                                   |                                   |                                   |